# St. Maria Schmerzhafte Mutter (Jackerath)

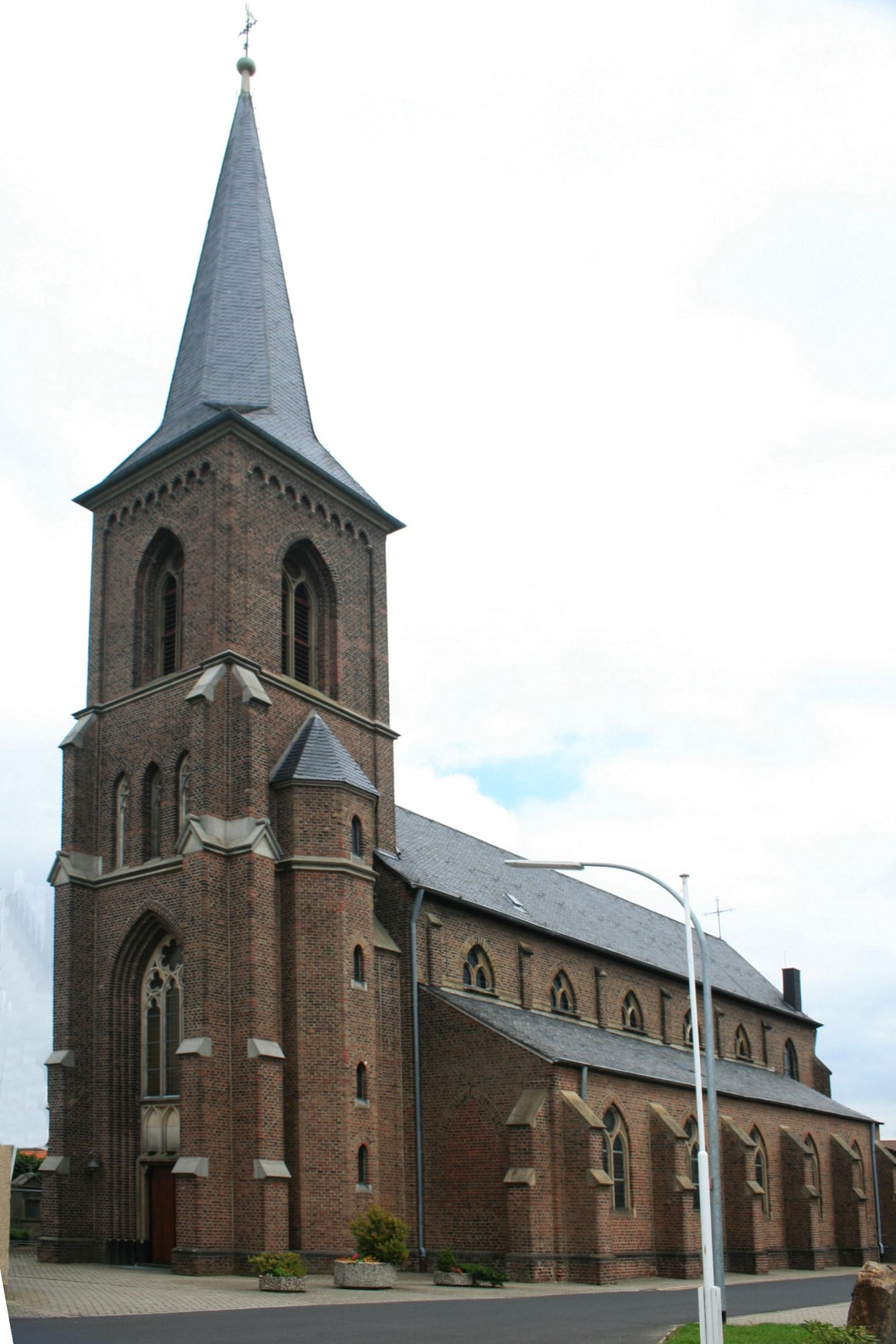
St. Maria Schmerzhafte Mutter in Jackerath

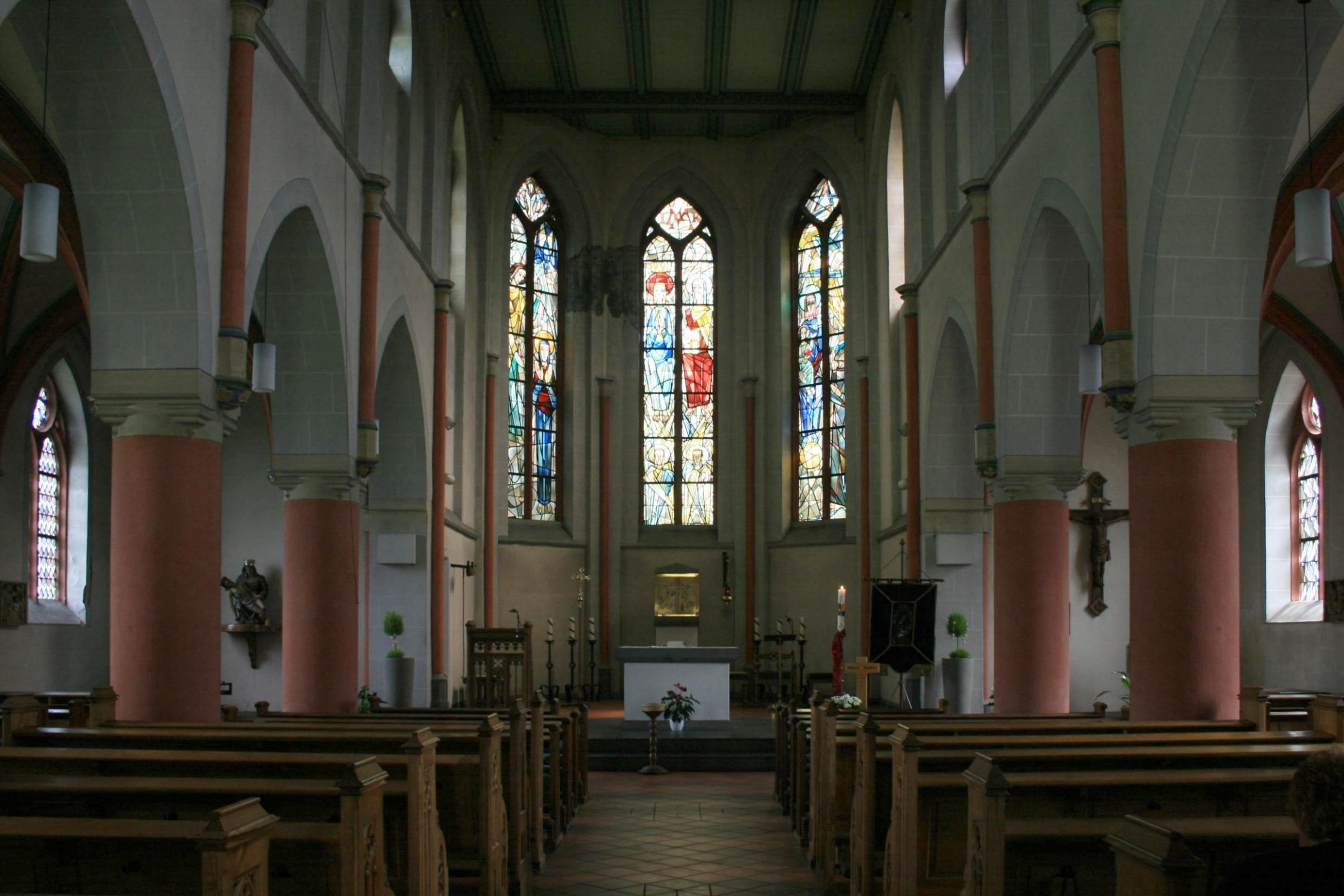
Innenansicht

St. Maria Schmerzhafte Mutter ist eine römisch-katholische Pfarrkirche in Jackerath, einem Ortsteil der Gemeinde Titz im Kreis Düren in Nordrhein-Westfalen.
Die Kirche ist unter Nummer 20 in die Denkmalliste der Gemeinde Titz eingetragen und wurde zwischen 1855 und 1856 nach Plänen von Vincenz Statz errichtet.
Zur Pfarre gehört auch das Gut Huppelrath mit der Nothelferkapelle.

## Geschichte
Jackerath, das 1384 als Goddekerode erstmals urkundlich erwähnt wurde, besaß ursprünglich keine eigene Kirche oder Kapelle. Das Dorf gehörte stets zur uralten Pfarre St. Urban Mündt. Erst für das 18. Jahrhundert ist eine Kapelle in Jackerath belegt, denn 1703 ließ der Mündter Pfarrer Brentgens eine Michaelskapelle erbauen. Zu dieser Zeit war Jackerath der Größte Ort innerhalb der Pfarre Mündt, weshalb der Vikar meist in Mündt wohnte und hier an den Werktagen die Heilige Messe in der Michaelskapelle halten durfte. Zum Besuch der Sonntagsgottesdienste mussten die Jackerather aber nach wie vor in die ca. 1,5 km entfernte Pfarrkirche von Mündt. Diese Zugehörigkeit änderte sich 1804 im Zuge der Pfarrumschreibungen während der Franzosenzeit. Jackerath wurde der Pfarre St. Pankratius Garzweiler zugeteilt, fiel aber bereits zwei Jahre später wieder an die Pfarre Mündt zurück. Grund dafür war vermutlich der deutlich weitere Weg, denn Garzweiler lag ca. 4 km von Jackerath entfernt. 1810 baten die Jackerather um Umpfarrung zur Pfarre St. Lambertus Immerath. Dieser Bitte wurde allerdings seitens des Bistums Aachen nicht entsprochen. Die endgültige Loslösung von Mündt und Erhebung zur selbstständigen Pfarrei wurde erst möglich, nachdem die Familien Lauterborn, Zillikens und Fleuster Kapital zum Unterhalt eines eigenen Geistlichen bereitstellten. So wurde Jackerath am 12. November 1858 zur Pfarre erhoben.
Die genannten drei Familien ermöglichten auch den Bau der heutigen Pfarrkirche. Noch vor der Pfarrerhebung beauftragten sie den Kölner Architekten Vincenz Statz mit dem Entwurf einer neuen Kirche. Die Bauarbeiten begannen schließlich 1855 und bereits ein Jahr später war das neue Gotteshaus bis auf den Turm fertiggestellt. Die feierliche Kirchweihe fand am 30. Mai 1859 statt. Die alte Michaelskapelle wurde zwischenzeitlich abgerissen. Der Bau des Glockenturmes und damit die endgültige Vollendung der Kirche erfolgte im Jahr 1866. Die Pläne zum Glockenturm stammen allerdings nicht von Architekt Statz, sondern von Architekt Wiese aus Neuss.
Im Zweiten Weltkrieg wurde die Kirche so stark beschädigt, dass das Gewölbe im Mittelschiff und im Chor einstürzte. Beim Wiederaufbau, der bis 1948 andauerte, wurden anstatt der Gewölbe in Mittelschiff und Chor eine flache Holzdecke eingezogen. Die Pläne hierzu lieferte der Wevelinghovener Architekt Emil Baumanns.
1981 wurde der Altarraum nach den Vorgaben des Zweiten Vatikanischen Konzils nach Entwurf von Architekt Karl-Heinz Rommé, Aachen, umgebaut.

## Baubeschreibung
St. Maria Schmerzhafte Mutter ist eine dreischiffige und fünfjochige Basilika aus Backstein in Formen der Neugotik mit einem fünfseitig geschlossenem Chor im Osten und einem vorgebauten, dreigeschossigen Glockenturm im Westen. Während Mittelschiff und Chor flachgedeckt sind, werden die beiden Seitenschiffe von Kreuzrippengewölben überwölbt.

## Ausstattung
In der Kirche befinden sich Fenster der Künstlerin Marianne Hilgers aus den 1950er Jahren. Dagegen wurden die Buntglasfenster im Turm mit Wappen aus der Region von dem Eifeler Glasmaler Erich Charlier im Jahr 2006 entworfen. Der Zelebrationsaltar wurde 1982 nach einem Entwurf von Karl-Heinz Rommé aus Sandstein geschaffen und am 29. August 1982 konsekriert. Der Tabernakel im Chor besteht aus Messing und stammt aus dem Jahr 1915. Von der Urausstattung sind die Wangen der Kirchenbänke, der Taufstein von 1855 sowie verschiedene Heiligenfiguren erhalten. Die Orgel ist ein Werk der Orgelbauanstalt Georg Stahlhuth aus dem Jahr 1953 und verfügt über 13 Register.

## Glocken
Im Glockenturm befindet sich ein vierstimmiges Bronze-Geläut. Die älteste Glocke wurde 1612 gegossen. Es handelt sich dabei um eine Leihglocke aus der Kirche St. Jakob in Schönbrunn, Landkreis Leobschütz (heute zu Polen).
| Nr. | Name      | Gussjahr | Gießer                                               | Durchmesser (mm) | Gewicht (kg, ca.) | Schlagton (HT-1/16) | Inschrift                                                                      |
| --- | --------- | -------- | ---------------------------------------------------- | ---------------- | ----------------- | ------------------- | ------------------------------------------------------------------------------ |
| 1   | Maria     | 1964     | Hans Hüesker, Fa. Petit & Gebr. Edelbrock, Gescher   | 1000             | 580               | g′ −3               | + Schmerzhafte Mutter Maria, Patronin unserer Pfarrgemeinde b. f. u. Anno 1964 |
| 2   | -         | 1612     | Unbekannt                                            | 895              | 400               | a′ −3               | -                                                                              |
| 3   | Don Bosco | 1964     | Hans Hüesker, Fa. Petit & Gebr. Edelbrock, Gescher   | 745              | 230               | c′′ −1              | Hl. Don Bosco, beschütze unsere Jugend, b. f. u. Anno 1964                     |
| 4   | -         | 1922     | Werner Hüesker, Fa. Petit & Gebr. Edelbrock, Gescher | 668              | 200               | d′′ ±0              | -                                                                              |

## Pfarrer
Folgende Priester wirkten bislang als Pastor an St. Maria Schmerzhafte Mutter:
| von – bis | Name                                |
| --------- | ----------------------------------- |
| 1909–1931 | August Hintzen                      |
| 1931–1940 | Josef Pauls                         |
| 1940–1959 | Friedrich Matenaer                  |
| 1959–1963 | Hubert Wurth                        |
| 1963–1975 | P. Bernhard Fischer SDB             |
| 1975–1976 | Timotheus Ruiter                    |
| 1976–1979 | Johannes Stockebrand                |
| 1979–?    | Raphael Claës                       |
| ?–2020    | Wolf-Dieter Telorac                 |
| Seit 2020 | Norbert Glasmacher (Pfarrverwalter) |